# Ủy ban Khoa học về Nghiên cứu Đại dương
Ủy ban Khoa học về Nghiên cứu Đại dương, viết tắt theo tiếng Anh là SCOR (Scientific Committee on Oceanic Research), là một tổ chức phi chính phủ quốc tế thúc đẩy và điều phối các hoạt động nghiên cứu hải dương học quốc tế.
Ủy ban được thành lập năm 1957 dưới sự bảo trợ của Hội đồng Khoa học Quốc tế ISC, trước đây là ICSU, trụ sở đặt tại Brussels,  Bỉ. Chủ tịch nhiệm kỳ từ 2020 là Sinjae Yoo từ  Hàn Quốc.

## Sứ mệnh
Ủy ban thúc đẩy khả năng xây dựng các chương trình nghiên cứu cho các nhà khoa học hàng hải ở các nước phát triển, cũng như các nước đang phát triển để có những nỗ lực đặc biệt để lồng ghép chúng vào công việc của ủy ban .
Các hoạt động khoa học tập trung vào việc thúc đẩy hợp tác quốc tế để:
- Lập kế hoạch và tiến hành các hoạt động nghiên cứu đại dương,
- Giải quyết các vấn đề khái niệm và phương pháp luận,
- Tổ chức, cơ cấu, huy động các năng lực hiện có để xây dựng các chương trình và dự án nghiên cứu hải dương học lục địa và lục địa.

## Cấu trúc và vai trò
Ủy ban không có nguồn lực để thực hiện các nghiên cứu trực tiếp.
38 quốc gia tham gia vào các nhóm làm việc và các ủy ban khoa học cho nghiên cứu đại dương (Các Chương trình Nghiên cứu Đại dương quy mô lớn). Mỗi quốc gia có thể có tới 3 người được đề cử trong ủy ban. Tùy thuộc vào nguồn tài chính của nhà nước và sự giàu có của các nhà khoa học hàng hải quốc tế, một số nước chỉ có một hoặc hai thành viên được đề cử.
Mỗi năm Ủy ban chào đón hơn 75 người đến thăm viếng và hợp tác với các trường học, các trường đại học, và hợp tác trong các hoạt động của nó với các tổ chức khác xung quanh chủ đề nghiên cứu hải dương học.